# فهرست رئیس‌جمهورهای آرژانتین

## فهرست رئیس‌جمهورهای آرژانتین
| ردیف | نام                       | نگاره | آغاز دورهٔ ریاست             | پایان دورهٔ ریاست           | حزب سیاسی        |
| ---- | ------------------------- | ----- | --------------------------- | -------------------------- | ---------------- |
| ۱    |                           |       |                             |                            |                  |
| ۲    |                           |       |                             |                            |                  |
| ۳    | خوستو خوزه د اورکیزا      |       | ۵ مارس ۱۸۵۴                 | ۵ مارس ۱۸۶۰                |                  |
| ۴    | سانتیاگو درکی             |       | ۵ مارس ۱۸۶۰                 | ۴ نوامبر ۱۸۶۱              |                  |
| ۵    | خوان استبان پدرنرا        | \|    | ۴ نوامبر ۱۸۶۱               | ۱۲ دسامبر ۱۸۶۱             |                  |
| ۶    |                           |       | ۱۲ دسامبر ۱۸۶۱۱۲ اکتبر ۱۸۶۲ | ۱۲ اکتبر ۱۸۶۲۱۲ اکتبر ۱۸۶۸ |                  |
| ۷    |                           |       | ۱۲ اکتبر ۱۸۶۸               | ۱۲ اکتبر ۱۸۷۴              |                  |
| ۸    |                           |       | ۱۲ اکتبر ۱۸۷۴               | ۱۲ اکتبر ۱۸۸۰              |                  |
| ۹    |                           |       | ۱۲ اکتبر ۱۸۸۰               | ۱۲ اکتبر ۱۸۸۶              |                  |
| ۱۰   |                           |       | ۱۲ اکتبر ۱۸۸۶               | ۶ اوت ۱۸۹۰                 |                  |
| ۱۱   | کارلوس پلگرینی            |       | ۶ اوت ۱۸۹۰                  | ۱۲ اکتبر ۱۸۹۲              |                  |
| ۱۲   |                           |       | ۱۲ اکتبر ۱۸۹۲               | ۲۲ ژانویه ۱۸۹۵             |                  |
| ۱۳   |                           |       | ۲۲ ژانویه ۱۸۹۵              | ۱۲ اکتبر ۱۸۹۸              |                  |
| ۱۴   |                           |       | ۱۲ اکتبر ۱۸۹۸               | ۱۲ اکتبر ۱۹۰۴              |                  |
| ۱۵   |                           |       | ۱۲ اکتبر ۱۹۰۴               | ۲۵ ژانویه ۱۹۰۶             |                  |
| ۱۶   |                           |       | ۲۵ ژانویه ۱۹۰۵              | ۱۲ اکتبر ۱۹۱۰              |                  |
| ۱۷   |                           |       | ۱۲ اکتبر ۱۹۱۰               | ۹ اوت ۱۹۱۴                 |                  |
| ۱۸   | ویکتوریانو د لا پلازا     |       | ۹ اوت ۱۹۱۴                  | ۱۲ اکتبر ۱۹۱۶              |                  |
| ۱۹   | ایپولیتو یریگوین          |       | ۱۲ اکتبر ۱۹۱۶               | ۱۲ اکتبر ۱۹۲۲              |                  |
| ۲۰   | مارسلو تورکواتو دی آلویر  |       | ۱۲ اکتبر ۱۹۲۲               | ۱۲ اکتبر ۱۹۲۸              |                  |
| ۲۱   |                           |       | ۱۲ اکتبر ۱۹۲۸               | ۶ سپتامبر ۱۹۳۰             |                  |
| ۲۲   | خوزه فلیکس اوریبورو       |       | ۶ سپتامبر ۱۹۳۰              | ۲۰ فوریه ۱۹۳۲              | نظامی            |
| ۲۳   | آگوستین پدرو جستو         |       | ۲۰ فوریه ۱۹۳۲               | ۲۰ فوریه ۱۹۳۸              |                  |
| ۲۴   |                           |       | ۲۰ فوریه ۱۹۳۸               | ۲۷ ژوئن ۱۹۴۲               |                  |
| ۲۵   |                           |       | ۲۷ ژوئن ۱۹۴۲                | ۴ ژوئن ۱۹۴۳                |                  |
| ۲۶   |                           |       | ۴ ژوئن ۱۹۴۳                 | ۷ ژوئن ۱۹۴۳                | نظامی            |
| ۲۷   |                           |       | ۷ ژوئن ۱۹۴۳                 | ۹ مارس ۱۹۴۴                | نظامی            |
| ۲۸   |                           |       | ۱۱ مارس ۱۹۴۴                | ۴ ژوئن ۱۹۴۶                | نظامی            |
| ۲۹   | خوآن پرون                 |       | ۴ ژوئن ۱۹۴۶۴ ژوئن ۱۹۵۲      | ۴ ژوئن ۱۹۵۲۲۰ سپتامبر ۱۹۵۵ |                  |
| ۳۰   |                           |       | ۲۳ سپتامبر ۱۹۵۵             | ۱۳ نوامبر ۱۹۵۵             | نظامی            |
| ۳۱   |                           |       | ۱۳ نوامبر ۱۹۵۵              | ۱ مه ۱۹۵۸                  | نظامی            |
| ۳۲   |                           |       | ۱ مه ۱۹۵۸                   | ۲۹ مارس ۱۹۶۲               |                  |
| ۳۳   |                           |       | ۲۹ مارس ۱۹۶۲                | ۱۲ اکتبر ۱۹۶۳              |                  |
| ۳۴   |                           |       | ۱۲ اکتبر ۱۹۶۳               | ۲۸ ژوئن ۱۹۶۶               |                  |
| ۳۵   | خوان کارلوس اونگانیا      |       | ۲۹ ژوئن ۱۹۶۶                | ۸ ژوئن ۱۹۷۰                | نظامی            |
| ۳۶   |                           |       | ۸ ژوئن ۱۹۷۰                 | ۲۳ مه ۱۹۷۱                 | نظامی            |
| ۳۷   | آلخاندرو آگوستین لانوس    |       | ۲۶ مه ۱۹۷۱                  | ۲۵ مه ۱۹۷۳                 | نظامی            |
| ۳۸   | هکتور خوزه کامپورا        |       | ۲۵ مه ۱۹۷۳                  | ۱۳ ژوئیه ۱۹۷۳              |                  |
| ۳۹   | رائول آلبرتو لاستیری      |       | ۱۳ ژوئیه ۱۹۷۳               | ۱۲ اکتبر ۱۹۷۳              |                  |
| ۴۰   | خوآن پرون                 |       | ۱۲ اکتبر ۱۹۷۳               | ۱ ژوئیه ۱۹۷۴               |                  |
| ۴۱   | ایزابل پرون               |       | ۱ ژوئیه ۱۹۷۴                | ۲۴ مارس ۱۹۷۶               | حزب عدالت گرا    |
| ۴۲   | خورخه رافائل ویدلا        |       | ۲۹ مارس ۱۹۷۶                | ۲۹ مارس ۱۹۸۱               | نظامی            |
| ۴۳   | روبرتو ویولا              |       | ۲۹ مارس ۱۹۸۱                | ۱۲ دسامبر ۱۹۸۱             | نظامی            |
| ۴۴   | لئوپولدو گالتیری          |       | ۲۲ دسامبر ۱۹۸۱              | ۱۷ ژوئن ۱۹۸۲               | نظامی            |
| ۴۵   | رینالدو بیگنون            |       | ۱ ژوئیه ۱۹۸۲                | ۱۰ دسامبر ۱۹۸۳             | نظامی            |
| ۴۶   | رائول آلفونسین            |       | ۱۰ دسامبر ۱۹۸۳              | ۸ ژوئیه ۱۹۸۹               |                  |
| ۴۷   | کارلوس منعم               |       | ۸ ژوئیه ۱۹۸۹۸ ژوئیه ۱۹۹۵    | ۸ ژوئیه ۱۹۹۵۱۰ دسامبر ۱۹۹۹ |                  |
| ۴۸   | فرناندو دی لا روا         |       | ۱۰ دسامبر ۱۹۹۹              | ۲۰ دسامبر ۲۰۰۱             |                  |
| ۴۹   | آدولفو رودریگز ساآ        |       | ۲۲ دسامبر ۲۰۰۱              | ۳۰ دسامبر ۲۰۰۱             |                  |
| ۵۰   | ادواردو دوالده            |       | ۲ ژانویه ۲۰۰۲               | ۲۵ مه ۲۰۰۳                 |                  |
| ۵۱   | نستور کیرشنر              |       | ۲۵ مه ۲۰۰۳                  | ۱۰ دسامبر ۲۰۰۷             | جبهه برای پیروزی |
| ۵۲   | کریستینا فرناندز د کیرشنر |       | ۱۰ دسامبر ۲۰۰۷              |                            |                  |